# Vidova gora
Vidova gora (n/v: 778 m) je najviši vrh otoka Brača, te najviši otočni gorski vrh na cijelom Jadranu. S Vidove gore se pruža prekrasni pogled na Bol, popularnu plažu "Zlatni rat" te otok Hvar.
Nalazi se na južnom dijelu otoka Brača, iznad Bola.

## Ime
Ime je dobio po Svantevidu,[nedostaje izvor] slavenskom božanstvu, a pokrštavanjem Hrvata, ime se pripisalo svetom Vidu u čast.
Vrh je dostupan i osobnim vozilima; do njega vodi cestovna prometnica, koja se između Nerežišća i Pražnica odvaja s Državne ceste D113. Pješacima je također vrlo lako dostupan, jer je terenski nagib do ovog bračkog vrha vrlo malen. 
Na samom vrhu se nalaze križ, TV-toranj Vidova gora, gustirna, konoba, ostatci ilirske gradine i ruševina romaničke crkvice sv. Vida iz 13. stoljeća.

## Povijest
U posebnom kampu uređenom na Vidovoj Gori provedena je prva skupna obuka antiterorističkih postrojba Vojne policije OS RH. Provedena je od lipnja do rujna 1993. godine.

## Znamenitosti
- Bežmeka ston, sekundarno, pastirsko naselje